# Spreewaldkrimi
Spreewaldkrimi ist eine deutsche Kriminalfilmreihe mit Christian Redl als Hauptkommissar Thorsten Krüger (seit Episode 14 nicht mehr im aktiven Dienst) in der Hauptrolle, die von 2006 bis 2021 im Auftrag des ZDF von Aspekt Telefilm-Produktion produziert wurde, seit 2022 (Episode 14) hat Network Movie die Produktion übernommen. Die Episoden werden montags als „Fernsehfilm der Woche“ ausgestrahlt.

## Inhalt
Kommissar Thorsten Krüger ist ein ruhiger und wortkarger Ermittler, der im brandenburgischen Spreewald seinen Zuständigkeitsbereich hat. Er ermittelt allein, wird dabei meist von Polizeihauptkommissar Martin Fichte unterstützt, der ihm oft Hintergrundinformationen zu den besonderen Gegebenheiten der Region mitteilen kann. Krügers Fälle haben oft mit der Vergangenheit der Leute im Spreewald zu tun und häufig etwas Magisches und Mystisches.

## Charakteristikum
Die Reihe greift (wie bei Regionalkrimis üblich) bekannte Orte, Feste, Sagen und andere regionale Besonderheiten auf, wobei allerdings die touristische Reklame nicht im Vordergrund stehen kann: es wird zwar viel Natur gezeigt (Fließe, Wald, Felder und Moore, Vögel sind zu hören, Kraniche kreuzen durchs Bild), doch die Menschen im Spreewald scheinen verschroben und verschlossen und viele haben ein reichliches Maß krimineller Energie. Die Häuser außerhalb Lübbens passen dazu, es sind alles alte Gemäuer, viele feucht oder in verschiedenen Stadien der Verwahrlosung. Diesen Eindruck verstärkt auch die weitgehend düstere Bildkomposition: viele Schwarz-, Blau- und Grüntöne, Braun und Grau, wenig Weiß oder Rot, praktisch kein Gelb.

## Drehorte

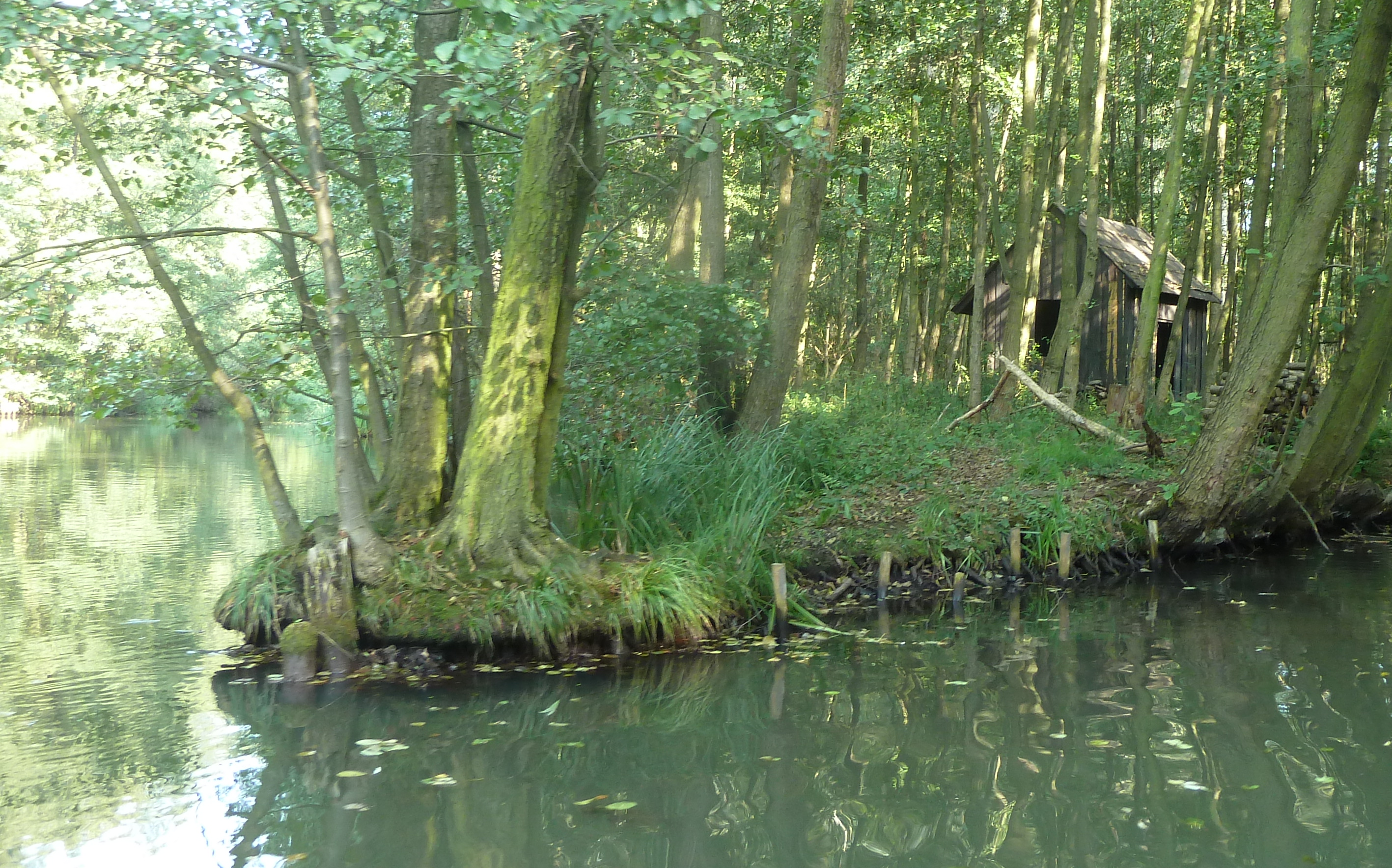
Die für den Spreewaldkrimi Mörderische Hitze erbaute Hütte auf der Liebesinsel an der Mündung des (von rechts kommenden) Vetschauer Mühlenfließes in den Südumfluter

Die Dreharbeiten finden an den Originalschauplätzen im Spreewald statt. Da der erste Film beim Publikum und bei Kritikern gut ankam, entschloss sich der Sender, daraus eine Filmreihe zu machen.

## Besetzung
| Schauspieler           | Rollenname           | Position                                                                              | Episoden       | Zeitraum  |
| ---------------------- | -------------------- | ------------------------------------------------------------------------------------- | -------------- | --------- |
| Christian Redl         | Thorsten Krüger      | Kriminalhauptkommissar, ab Episode 14 im Ruhestand                                    | 1–             | seit 2006 |
| Thorsten Merten        | Martin Fichte        | in Folge 2 PHM (Wasserschutzpolizei), in Folge 4 Ortspolizist und POK, ab Folge 5 PHK | 2, 4–          | seit 2009 |
| Claudia Geisler-Bading | Dr. Marlene Seefeldt | Rechtsmedizinerin                                                                     | 1–2, 4–14, 17  | 2006–2022 |
| Rike Schäffer          | Anna                 | Kriminalbiologin                                                                      | 3–9            | 2011–2017 |
| Kai Scheve             | Karsten Hellstein    | Hotelier im Spreewald                                                                 | 1, 3, 5, 6, 10 | 2006–2017 |
| Hermann Beyer          | Bodo Tankmann        | Revierförster im Spreewald                                                            | 2, 4, 9, 10    | 2009–2017 |
| Alina Stiegler         | Luise Bohn           | zuerst Polizeianwärterin, dann Kriminalkommissarin                                    | 12, 14–17      | 2020–2025 |

## Episodenliste
| Nr. | Originaltitel              | Erstausstrahlung D (ZDF) | Regie                    | Drehbuch                           | Zuschauer                     | Erstaufführung                                          |
| --- | -------------------------- | ------------------------ | ------------------------ | ---------------------------------- | ----------------------------- | ------------------------------------------------------- |
| 1   | Das Geheimnis im Moor      | 6. Nov. 2006             | Kai Wessel               | Thomas Kirchner                    | 6,76 Mio. (19,9 % MA)         | 16. Juli 2006 Filmfest München                          |
| 2   | Der Tote im Spreewald      | 26. Okt. 2009            | Christian von Castelberg | Thomas Kirchner                    | 5,40 Mio.                     | 29. Juni 2009 Filmfest München                          |
| 3   | Die Tränen der Fische      | 28. März 2011            | Thomas Roth              | Thomas Kirchner                    | 6,14 Mio.                     |                                                         |
| 4   | Eine tödliche Legende      | 30. Sep. 2012 (ZDFneo)   | Torsten C. Fischer       | Thomas Kirchner                    | 6,14 Mio. (ZDF 1. Okt. 2012)  | 15. Juni 2012 Festival des deutschen Films              |
| 5   | Feuerengel                 | 17. Nov. 2013 (ZDFneo)   | Roland Suso Richter      | Thomas Kirchner                    | 5,24 Mio. (ZDF 18. Nov. 2013) | 4. Oktober 2012 Filmfest Hamburg                        |
| 6   | Mörderische Hitze          | 12. Mai 2014             | Kai Wessel               | Thomas Kirchner                    | 6,28 Mio.                     | 13. März 2014 Deutsches FernsehKrimi-Festival Wiesbaden |
| 7   | Die Tote im Weiher         | 16. Nov. 2014 (ZDFneo)   | Sherry Hormann           | Thomas Kirchner                    | 4,46 Mio. (ZDF 17. Nov. 2014) | 30. September 2014 Filmfest Hamburg                     |
| 8   | Die Sturmnacht             | 22. Nov. 2015 (ZDFneo)   | Christoph Stark          | Thomas Kirchner                    | 4,89 Mio. (ZDF 23. Nov. 2015) | 29. Juni 2015 Festival des deutschen Films              |
| 9   | Spiel mit dem Tod          | 13. Feb. 2017            | Christian Görlitz        | Thomas Kirchner                    | 5,75 Mio.                     |                                                         |
| 10  | Zwischen Tod und Leben     | 13. Nov. 2017            | Kai Wessel               | Thomas Kirchner                    | 4,85 Mio.                     |                                                         |
| 11  | Tödliche Heimkehr          | 26. Nov. 2018            | Jan Fehse                | Thomas Kirchner                    | 5,89 Mio.                     | 26. August 2018 Festival des deutschen Films            |
| 12  | Zeit der Wölfe             | 27. Apr. 2020            | Pia Strietmann           | Thomas Kirchner                    | 6,66 Mio.                     | 23. August 2019 Festival des deutschen Films            |
| 13  | Totentanz                  | 8. Feb. 2021             | Kai Wessel               | Thomas Kirchner                    | 7,17 Mio.                     |                                                         |
| 14  | Tote trauern nicht         | 28. März 2022            | Jan Fehse                | Stephan Brüggenthies, Jan Fehse    | 6,49 Mio.                     | 12. September 2021 Festival des deutschen Films         |
| 15  | Die siebte Person          | 30. Jan. 2023            | Lars-Gunnar Lotz         | Nils-Morten Osburg                 | 5,30 Mio. (18,5 % MA)         | 7. September 2022 Festival des deutschen Films          |
| 16  | Bis der Tod euch scheidet  | 19. Feb. 2024            | Jan Fehse                | Jan Fehse                          | 6,00 Mio. (22,5 % MA)         | 5. September 2023 Festival des deutschen Films          |
| 17  | Böses muss mit Bösem enden | 24. Feb. 2025            | Jan Fehse                | Nils-Morten Osburg, Wolfgang Esser | 5,76 Mio. (23,0 % MA)         | 4. September 2024 Festival des deutschen Films          |

## Kritik
„Zu den Besonderheiten des Spreewaldkrimis gehört der reichliche Gebrauch von Rückblenden. Der Sender spricht von geheimnisvoll verästelten Filmen mit mäandernden Zeitebenen.“ Die Zeitsprünge seien ‚eine Besonderheit‘ der Spreewald-Krimis, ‚die leise und sehr berührende Erzählweise eine andere‘. Sagatz kommt zu dem Schluss, „die Spreewaldkrimis [seien] eine Besonderheit unter den deutschen Fernsehfilmen.“

„Seit sieben Fällen ermittelt Kommissar Krüger im Spreewald. Der ‚Spreewaldkrimi‘ hält allen internationalen Vergleichen stand. […] Gründe, einmal im Jahr öffentlich-rechtliches Fernsehen zu schauen.“

## Buchausgabe
Die Drehbücher der ersten 13 Filme der Reihe wurden von Thomas Kirchner verfasst und erschienen auch in gedruckter Form. Die gedruckten Drehbücher folgen der ursprünglichen Intention des Autors und können Abweichungen von der filmischen Umsetzung enthalten.
- Thomas Kirchner: Spreewaldkrimi. Drehbücher. Verlag Sol et Chant, Letschin
  - Band 1: Das Geheimnis im Moor. Der Tote im Spreewald. Die Tränen der Fische. Eine tödliche Legende. 2022, ISBN 978-3-949333-07-1
  - Band 2: Feuerengel. Mörderische Hitze. Die Tote im Weiher. Die Sturmnacht. Spiel mit dem Tod. 2022, ISBN 978-3-949333-08-8
  - Band 3: Zwischen Tod und Leben. Tödliche Heimkehr. Zeit der Wölfe. Totentanz. 2023, ISBN 978-3-949333-09-5

## Filmmusiken
| Episode | Titel                      | Komponist            | Auszeichnungen und Nominierungen                                 |
| ------- | -------------------------- | -------------------- | ---------------------------------------------------------------- |
| 1       | Das Geheimnis im Moor      | Ralf Wienrich        | Nominierung Deutscher Fernsehpreis 2007 „Beste Musik“            |
| 2       | Der Tote im Spreewald      | Ulrich Reuter        |                                                                  |
| 3       | Die Tränen der Fische      | Ralf Wienrich        |                                                                  |
| 4       | Eine tödliche Legende      | Fabian Römer         |                                                                  |
| 5       | Feuerengel                 | Ralf Wienrich        |                                                                  |
| 6       | Mörderische Hitze          | Ralf Wienrich        | Auszeichnung der Deutschen Akademie für Fernsehen 2014 „Musik“   |
| 7       | Die Tote im Weiher         | Jens Schäfer         |                                                                  |
| 8       | Die Sturmnacht             | Thomas Osterhoff     |                                                                  |
| 9       | Spiel mit dem Tod          | Ulrich Reuter        |                                                                  |
| 10      | Zwischen Tod und Leben     | Ralf Wienrich        | Auszeichnung Deutscher Filmmusikpreis 2018 „Beste Musik im Film“ |
| 11      | Tödliche Heimkehr          | Andrej Melita        |                                                                  |
| 12      | Zeit der Wölfe             | Martina Eisenreich   | Auszeichnung der Deutschen Akademie für Fernsehen 2020 „Musik“   |
| 13      | Totentanz                  | Ralf Wienrich        | Auszeichnung der Deutschen Akademie für Fernsehen 2021 „Musik“   |
| 14      | Tote trauern nicht         | Ralf Wienrich        |                                                                  |
| 15      | Die siebte Person          | Matthias Weber       |                                                                  |
| 16      | Bis der Tod euch scheidet  | Ina Meredi Arakelian |                                                                  |
| 17      | Böses muss mit Bösem enden | Mario Lauer          |                                                                  |

- Spreewaldkrimi – Die Filmmusiken. Alhambra Records, 2017, enthält Musik aus den Episoden 2 Der Tote im Spreewald (33:40 min), 6 Mörderische Hitze (24:08 min), 8 Die Sturmnacht (22:40 min), 1 Das Geheimnis im Moor (17:05 min), 3 Die Tränen der Fische (18:45 min), 4 Eine tödliche Legende (7:11 min), 5 Feuerengel (17:23 min), 9 Spiel mit dem Tod (20:03 min)
- Spreewaldkrimi – Die Filmmusiken Vol. 2. Alhambra Records, 2017, enthält Musik aus den Episoden 10 Zwischen Tod und Leben (46:11 min), 1 Das Geheimnis im Moor (8:07 min), 3 Die Tränen der Fische (10:10 min), 5 Feuerengel (7:35 min), 6 Mörderische Hitze (6:16 min)
- Spreewaldkrimi – Die Filmmusiken Vol. 3. Alhambra Records, 2020, enthält Musik aus den Episoden 11 Tödliche Heimkehr (39:38 min), 12 Zeit der Wölfe (37:46 min)
- Spreewaldkrimi – Die Filmmusiken Vol. 4. Alhambra Records, 2022, enthält Musik aus den Episoden 13 Totentanz (40:36 min), 14 Tote trauern nicht (38:03 min)